# Дельгадо, Патриксон
Патриксон Луиджи Дельгадо Вилья (исп. Patrickson Luiggy Delgado Villa; род. 17 октября 2003, Ибарра) — эквадорский футболист, полузащитник клуба «Даллас».

## Клубная карьера
Дельгадо — воспитанник клуба «Индепендьенте дель Валье». В 2022 году игрок на правах аренды перешёл в дублирующий состав амстердамского «Аякса». 11 марта в матче против «Дордрехта» он дебютировал в Эрстедивизи. По окончании аренды Патриксон вернулся в «Индепендьенте дель Валье». 6 августа 2023 года в матче против «Мушук Руна» он дебютировал в эквадорской Серии A.
25 января 2024 года Дельгадо был арендован американским клубом «Даллас» на один год с опцией выкупа. В MLS он дебютировал 2 марта в матче против «Клёб де Фут Монреаль», заменив в перерыве между таймами Асьера Ильярраменди.

## Международная карьера
В 2019 году Дельгадо в составе юношеской сборной Эквадора принял участие в юношеском чемпионате Южной Америки в Перу. На турнире он сыграл в матче против команд Венесуэлы, Боливии, Парагвая, Уругвая, Аргентины и дважды Чили.
В том же году Дельгадо принял участие в юношеском чемпионате мира в Бразилии. На турнире он сыграл в матчах против сборных Австралии и Нигерии.
В 2023 году в составе молодёжной сборной Эквадора Дельгадо принял участие в молодёжном чемпионате Южной Америки в Колумбии. На турнире он сыграл в матчах против сборных Боливии, Бразилии, Уругвая, Колумбии, Парагвая и дважды Венесуэлы.